# Högseröds kyrka

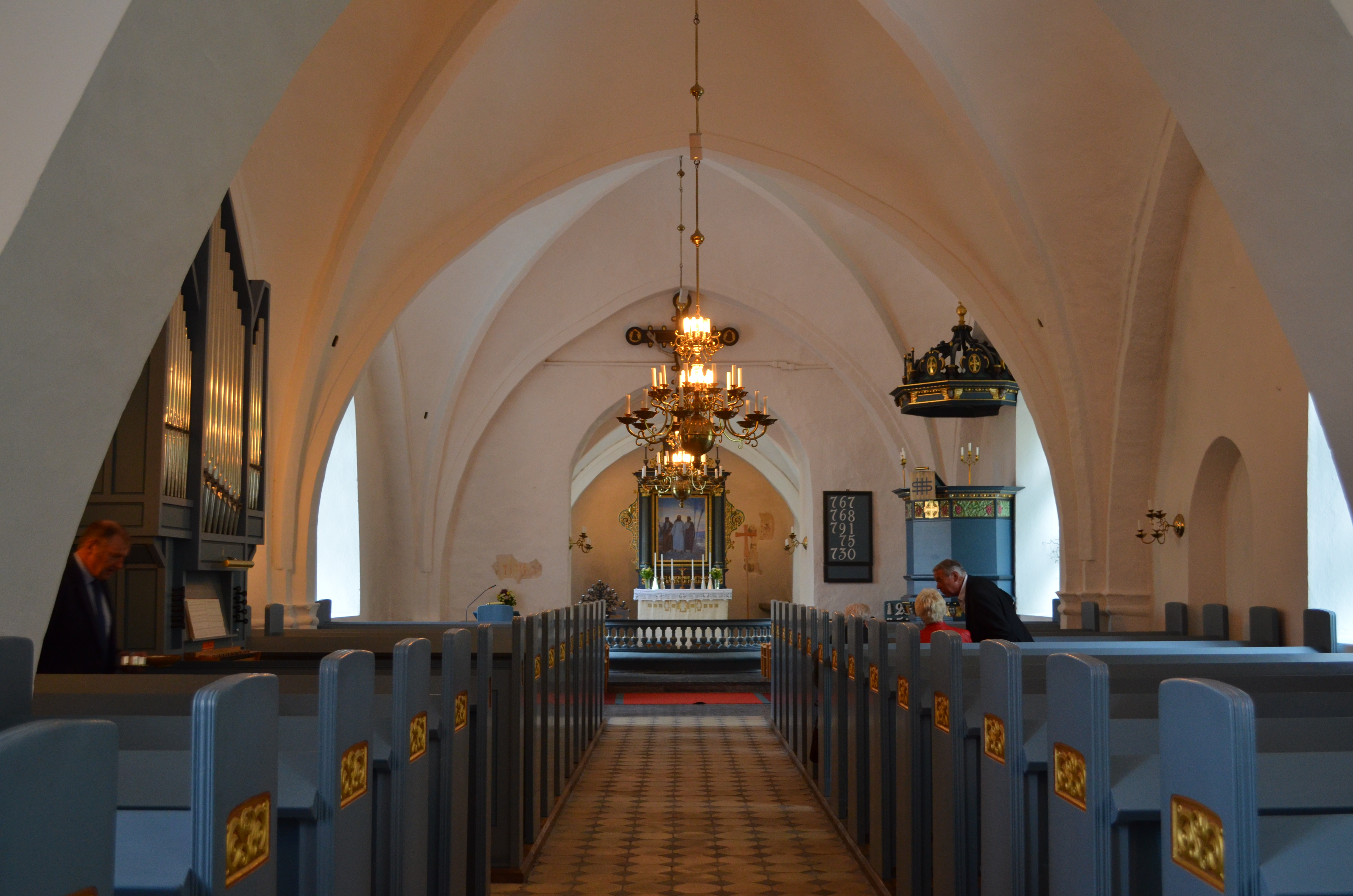
Högseröds kyrkosal

Högseröds kyrka är en  kyrkobyggnad i byn Högseröd i Eslövs kommun. Den tillhör Eslövs församling i Lunds stift.
Byggnadens äldsta delar uppfördes under senare 1100-talet. Under medeltiden hade kyrkan ett långhus, ett mindre kor och en absid i böjd form. När första tornet tillkom är okänt men det revs 1857 och ersattes av ett nytt torn. Även vapenhuset på södra sidan försvann och där finns bara en portal kvar. Kyrkan har två klockor från 1680 respektive 1744.
2 juni 1889 utbröt en brand som resulterade i att det mesta av kyrkans arkiv förstördes.

## Interiör
- Sandstensdopfunt från cirka 1200
- Jubelkrucifix från 1600-talet
- Altare, predikstol och bänkar från 1915
- Altartavlan har motivet Vandringen till Emmaus och skapades av målaren Herman Österlund.

### Orgel
- Tidigare fanns ett harmonium i kyrkan.
- 1951 byggde Frederiksborgs Orgelbyggeri, Hilleröd, Danmark en orgel med 13 stämmor.
- Den nuvarande orgeln byggdes 1979 av Frederiksborgs Orgelbyggeri, Hilleröd, Danmark och är en mekanisk orgel.

| Manual I      | Manual II      | Pedal        | Koppel |
| Principal 8´  | Rörflöjt 8´    | Subbas 16´   | I/P    |
| Gedackt 8'    | Koppelflöjt 4' | Gedackt 8´   | II/P   |
| Oktava 4'     | Nasard 2 2/3'  | Principal 4' | II/I   |
| Blockflöjt 2' | Principal 2'   |              |        |
| Mixtur IV     | Ters 1 3/5'    |              |        |
|               | Cymbel III     |              |        |
|               | Krumhorn 8'    |              |        |
|               | Tremulant      |              |        |